# Melting (음반)
《Melting》은 대한민국의 걸 그룹 마마무의 정규 1집 음반이다. 2016년 2월 26일에 발매되었으며, 발매 전날 홍대 예스24 무브홀에서 쇼케이스를, KBS2 뮤직뱅크에서 타이틀 곡 〈넌 is 뭔들〉과 선공개 싱글 〈I Miss You〉로 첫방송을 가졌다.

## 개요
- 〈넌 is 뭔들〉은 댄스 곡인 타이틀 곡이다. 후렴의 ‘너-어-어-어’ 부분은 브라스(brass)를 사용하는 대신 브라스 연주의 음을 가사로 옮겨 멜로디를 붙인 부분이다.[1] 이 곡은 편곡 과정에서 원래 만들었던 F Major의 후렴을 A♭ Major로 전조시켜서 더욱 자연스러운 곡으로 만든 뒤 발표되었다.[2]
- 1번 트랙 〈1cm의 자존심〉은 마마무 멤버들의 장난에서 비롯되었다. 네 멤버는 키가 각각 1cm 정도 차이가 나는 정도에 불과하지만, 가장 키가 큰 멤버인 문별은 평소 다른 멤버들과 곡을 녹음할 때마다 “다른 멤버들의 마이크는 높이가 낮아서 노래하지 못하겠으니 마이크를 높여달라.”라고 장난스럽게 말하곤 하였다. 김도훈은 이러한 장난을 지켜보다가 이를 노래로 만들면 재밌겠다고 생각하였고, 곡 아이디어와 함께 간단한 멜로디 일부분을 마마무에게 들려주자, 마마무는 몇 시간 만에 가사와 랩, 안무를 창작하였다고 한다.[3]
- 7번 트랙 〈I Miss You〉는 김도훈, 문별, 황유빈이 함께 작사한 곡이다. 이 중 황유빈은 곡 발매 당시 RBW의 직원이었는데, 원래 작사가를 희망하여 취미로 작사를 하던 것이 김도훈의 눈에 띄어 공동 작사에 참여하게 되었다.[4]

## 트랙리스트
| #            | 제목                                 | 작사                          | 작곡                            | 편곡  | 재생 시간 |
| ------------ | ------------------------------------ | ----------------------------- | ------------------------------- | ----- | --------- |
| 1.           | 〈1cm의 자존심〉                     | 김도훈, 문별, 솔라, 화사      | 김도훈                          | 3:05  |           |
| 2.           | 〈우리끼리〉 (Words Don't Come Easy) | 김도훈, 박우상, 에스나        | 김도훈, 박우상                  | 3:56  |           |
| 3.           | 〈넌 is 뭔들〉                       | 김도훈, 문별, 솔라            | 김도훈, 박장근                  | 3:50  |           |
| 4.           | 〈금요일밤〉 (Feat. 정기고)          | 박우상, 문별                  | 박우상                          | 3:22  |           |
| 5.           | 〈고향이〉                           | 김도훈, 마마무                | 김도훈, 솔라                    | 3:21  |           |
| 6.           | 〈Emotion〉                          | 코스믹 사운드, 코스모스, 문별 | 코스믹 사운드, 코스모스         | 3:28  |           |
| 7.           | 〈I Miss You〉                       | 김도훈, 황유빈, 문별          | 김도훈                          | 4:16  |           |
| 8.           | 〈Funky Boy〉                        | 윤혜주                        | Daniel Palm, Ellen Berg Tollbom | 3:36  |           |
| 9.           | 〈나만의 Recipe〉                    | 박우상, 문별, 솔라, 화사      | 김도훈, 박우상, 솔라, 화사      | 2:49  |           |
| 10.          | 〈고양이〉 (Cat Fight)               | 이후상, 황유빈, 문별          | 이후상, S2REN                   | 3:27  |           |
| 11.          | 〈Just〉                             | 박우상                        | 박우상                          | 3:42  |           |
| 12.          | 〈Girl Crush〉                       | 박우상, 장윤서                | 박우상                          | 3:08  |           |
| 총 재생 시간 | 총 재생 시간                         | 총 재생 시간                  | 총 재생 시간                    | 34:35 |           |